# 1757
Перша наукова революція •  Просвітництво • Глухівський період в історії Гетьманщини •  Російська імперія

## Геополітична ситуація
В Османській імперії султана Османа III змінив Мустафа III (до 1774). Під владою османів перебувають Близький Схід та Єгипет, Середземноморське узбережжя Північної Африки, частина Закавказзя, значні території в Європі: Греція, Болгарія та Сербія. Васалами османів є Волощина та Молдова.
Священна Римська імперія охоплює, крім німецьких земель, Угорщину з Хорватією, Трансильванію, Богемію, Північну Італію, Австрійські Нідерланди. Її імператор — Франц I (до 1765). Марія-Терезія має титул королеви Угорщини. Королем Пруссії є Фрідріх II (до 1786).
На передові позиції в Європі вийшла Франція, якою править Людовик XV (до 1774). Франція має колонії в Північній Америці та Індії. В Іспанії королює Фернандо VI (до 1759). Королівству Іспанія належать південь Італії, Нова Іспанія, Нова Гранада та Віцекоролівство Перу в Америці, Філіппіни. В Португалії королює Жозе I (до 1777). Португалія має володіння в Бразилії, в Африці, в Індії, в Індійському океані й Індонезії.
Північ Нідерландів займає Республіка Об'єднаних провінцій. Вона має колонії в Північній Америці, Індонезії, на Формозі та на Цейлоні. Великою Британією править Георг II (до 1760). Британія має колонії в Північній Америці, на Карибах та в Індії. Король Данії та Норвегії — Фредерік V (до 1766), на шведському троні сидить Адольф Фредерік (до 1771). На Апеннінському півострові незалежні Венеційська республіка та Папська область. У Речі Посполитій королює Август III Фрідріх (до 1763). На троні Російської імперії сидить Єлизавета Петрівна (до 1761).
Україну розділено по Дніпру між Річчю Посполитою та Російською імперією. Гетьман України — Кирило Розумовський. Нова Січ є пристановищем козаків. Існує Кримське ханство, якому підвладна Ногайська орда.
В Ірані фактично править династія Зандів при номінальному правлінні сефевіда Ісмаїла III.
Значними державами Індостану є Імперія Великих Моголів, Імперія Маратха. Зростає могутність Британської Ост-Індійської компанії. У Китаї править Династія Цін. В Японії триває період Едо.

## Події

### В Україні
- Григорій Лантух поступився на деякий час булавою кошового отамана Данилові Гладкому, потім повернув булаву собі.
- Збудовано Палац Розумовського у Глухові.

### У світі
- Семирічна війна:
  - 2 січня британська армія на чолі з Робертом Клайвом захопила Калькутту.
  - 2 лютого Російська імперія та Австрія підписали угоду про військовий альянс.
  - 5 лютого наваб Сірадж-уд-Даула спробував відбити Калькутту, але зазнав невдачі. Навабу довелося 9 лютого підписати з генералом Клайвом угоду, яка зобов'язувала Бенгал виплатити компенсацію Ост-Індійській компанії.
  - 21 березня Швеція приєдналася до Австрії та Франції проти прусського короля Фрідріха II.
  - 23 березня Британська Ост-Індійська компанія взяла під контроль місто Чанданнаґар, витіснивши звідти французів.
  - 6 травня прусські війська Фрідріха II завдали поразки австрійцям у битві під Прагою.
  - 18 червня Фрідріх II завдав ще однієї поразки австрійцям у битві при Коліні, змусивши їх покинути Богемію.
  - 23 червня британці виграли битву під Плессі.
  - 26 липня британсько-ганноверські війська зазнали поразки від французів у битві при Гастенбеку.
  - 30 серпня прусські війська зазнали поразки від росіян на чолі з генералом-фельдмаршалом Апраксіним у битві під Гросс-Єгерсдорфом, однак росіяни відійшли після перемоги.
  - 8 вересня Франція і Ганновер підписали в Цефені угоду, за якою війська Ганновера ставали символічними, а Франція тримала в курфюрстві свої війська.
  - 13 вересня шведи несподівано увійшли в Пруссію.
  - 23 вересня британці завдали превентивного удару по французькій морській базі Рошфорський арсенал.
  - 17 жовтня угорці напали на Берлін і сплюндрували його.
  - 5 листопада Фрідріх II переміг французів у битві при Россбаху, змусивши їх відійти з Саксонії.
  - 22 листопада австрійська армія на чолі з Карлом Лотаринзьким перемогла прусську під Бреслау.
  - 5 грудня Фрідріх II завдав поразки Карлу Лотаринзькому при Лойтені.
- 5 січня Робер-Франсуа Дам'єн вчинив невдалий замах на короля Франції Людовика XV. 12 березня його стратили.
- 23 лютого у місті Порту спалахнув бунт проти уряду короля Жозе I. Себаштіан де Карвалю безжалісно покарав заколотників.
- 25 червня Вільям Кавендіш подав у відставку з посади прем'єр міністра Великої Британії, оскільки не міг виконувати своїх обов'язків без допомоги Вільяма Пітта. 2 липня на посаду вдруге запросили Томаса Пелем-Голлса.
- 30 жовтня помер османський султан Осман III. Його спадкоємцем став Мустафа III.
- Китайці придушили повстання джунгарів і влаштували геноцид.
- 24 жовтня бедуїни напали на прочан, що поверталися з хаджу. Загинуло біля 20 тис. людей.
- Королеві Швеції Луїзі Ульріці подарували «тубільця» на ймення Густав Бадін.

### Наука та культура
- Леонард Ейлер опублікував рівняння течії ідеальної рідини.
- Девід Юм видав книгу «Природна історія релігії».
- Твори Галілео Галілея вилучені з «Індексу заборонених книг».
- Медаль Коплі отримав Чарлз Кавендіш.

### Зникли
- Бенгальська суба

## Народились
див. також Категорія:Народились 1757
- 6 вересня — Марі Жозеф де Лафайєт, французький генерал, маркіз, активний учасник війни північно-американських штатів проти Британії

## Померли
див. також Категорія:Померли 1757